# Acytolepis splendens
Acytolepis splendens är en fjärilsart som beskrevs av Butler 1900. Acytolepis splendens ingår i släktet Acytolepis och familjen juvelvingar. Inga underarter finns listade i Catalogue of Life.